# Neotoxeumorpha exoristae
Neotoxeumorpha exoristae är en stekelart som beskrevs av T.C. Narendran 2002. Neotoxeumorpha exoristae ingår i släktet Neotoxeumorpha och familjen puppglanssteklar. Inga underarter finns listade i Catalogue of Life.